# 复旦大学附属中山医院
复旦大学附属中山医院是一所综合性三级甲等医院，是复旦大学上海医学院的教学医院。原为卫生部直属医院，2009年起在属地化管理改革中改由卫生部和上海市共建共管。位于中国上海市徐汇区枫林路180号，紧邻复旦大学枫林校区（上海医学院所在地）。此外該醫院在青浦區有分院。

## 沿革
中山医院创建时是隶属于国立上海医学院的教学医院，国立上海医学院调配其另一所教学医院中国红十字会第一医院（今复旦大学附属华山医院）的人员，建立起各个科室。1937年4月1日正式开业，是当时中国人管理的第一所大型综合性医院，为纪念中華民國國父孙文而命名为孙中山纪念医院。1949年后曾称上海第一医学院附属第二医院、上海第一医学院附属中山医院、上海医科大学附属中山医院，2001年随着上海医科大学并入复旦大学而改用现名。

## 科室
醫院內的科室有治疗心血管病、肝癌、肺病等的科室。
2018年11月，上海联影医疗设计完成的首个国产一体化正电子发射断层扫描及磁共振成像系统(PET/MR)在复旦大学附属中山医院正式装机应用。
2020年12月5日，国家放射与治疗临床医学研究中心落戶复旦大学附属中山医院，葛均波擔任中心主任。
2025年5月28日，复旦大学附属中山医院儿科中心（复旦大学附属儿科医院枫林诊疗部）开业。儿科中心位于徐汇区枫林路与医学院路路口。